# Dmitri Shamayev
Dmitri Shamayev (en ruso: Дмитрий Шамаев; Izhevsk, 30 de junio de 1995) es un deportista rumano de origen ruso que compite en biatlón. Ganó una medalla de plata en el Campeonato Europeo de Biatlón de 2024, en la prueba de persecución.

## Palmarés internacional
| Campeonato Europeo | Campeonato Europeo   | Campeonato Europeo | Campeonato Europeo |
| Año                | Lugar                | Medalla            | Prueba             |
| ------------------ | -------------------- | ------------------ | ------------------ |
| 2024               | Osrblie (Eslovaquia) | Medalla de plata   | Persecución        |